# Лой, Аглаида Владимировна
Аглаи́да Влади́мировна Лой (10 марта 1951, Новосибирск, СССР — 8 марта 2023, Гатчина, Ленинградская область, Российская Федерация) — советский и российский писатель, редактор, журналист. Член Союза писателей России (с 1996 года).

## Биография
Родилась 10 марта 1951 года в Новосибирске.
Отец – Владимир Пантелеевич Лой, инженер-строитель.
Мать – Аглаида Иннокентьевна Гребнёва, медик.
Прапрадед по материнской линии –  Николай Васильевич Гребнёв, художник и педагог.
Закончила Литературный институт имени  А.М.Горького в 1984 году.
В 1977 году написала повесть «Дневник Леночки Сосновской», которая, будучи напечатана в журнале «Сибирские огни»  (№ 8 за 1978 год), явилась настоящим событием в литературной жизни – публикация имела большой читательский успех и вызвала живой интерес критики .
В журнале «Сибирские огни» №№ 9-10 за 1984 год был напечатан  роман-мечта «Город и художник» ,  впоследствии (1988) изданный  Новосибирским книжным издательством.
В 1986-м году в сборнике «Дебют» Новосибирского книжного издательства впервые вышла в свет повесть «Инка» .
Работала внештатным корреспондентом в газете «Молодость Сибири», в 1994-97 годах была главным редактором газеты «Сказка» .
В газете "Сказка" в 1994 году была напечатана повесть «Ирена - чёрная кошка».
В 1998-2000 годах руководила литературным объединением при Доме детского творчества, вела литературные студии в школах Новосибирска , работала редактором в газете «Слово Сибири».
В 1999 году в «Сибирских огнях» (№ 3)  была опубликована повесть «Призрачный возлюбленный», в которой сильны мистические мотивы.
С 2000 по 2003 год Аглаида Лой – заместитель председателя правления Новосибирского отделения СП России, ответственный секретарь журнала «Новосибирск».
В журнале «Новосибирск» увидели свет повесть о любви «Сентиментальная сюита» (2001) и роман-памфлет «Фарисей» (2003).
С 2004 года жила в Гатчине.
Продолжала работать в жанре психологической прозы с элементами мистики и фантастики, насыщенной философской проблематикой.
С 2013 года сотрудничала с издательством «Алетейя», где вышли следующие издания автора: «Суперигра» (сборник рассказов),  «Драйв» (роман),  «Таинственный хранитель» (роман), «Шёпот Лилит» (роман),  «Сентиментальная сюита» (сборник, 3 повести и рассказ), «Цветок жасмина» (роман в 4-х новеллах), «Портрет с отрезанной головой» (роман и повесть), «Стрекот цикад» (роман), «Фарисей» (роман), «Трактат о домовых» (повесть, рассказы, сказки, очерки).
Помимо прозы и публицистики, писала также драматические произведения, в частности, пьесы «Невеста для моей мамочки» и «Тургеневская девушка» .
Скончалась 8 марта 2023 года. Похоронена на Пижменском кладбище.

### Изданные книги
- Аглаида Лой. Город и Художник. — Новосибирск : Новосибирское книжное издательство, 1988. — 15 000 экз.
- Аглаида Лой. Суперигра. — СПб : Алетейя, 2013. — ISBN 978-5-91419-744-2.
- Аглаида Лой. Драйв. — СПб : Алетейя, 2014. — 512 с. — ISBN 978-5-91419-953-8.
- Аглаида Лой, Иван Рассадников. Таинственный хранитель. — СПб : Алетейя, 2015. — ISBN 978-5-90670-551-8.
- Аглаида Лой. Шёпот Лилит. — СПб : Алетейя, 2016. — ISBN 978-5-906823-15-1.
- Аглаида Лой. Сентиментальная сюита. — СПб : Алетейя, 2017. — ISBN 978-5-906910-03-5.
- Аглаида Лой. Цветок жасмина. — СПб : Алетейя, 2018. — 316 с. — ISBN 978-5-907030-53-4.
- Аглаида Лой. Портрет с отрезанной головой. — СПб : Алетейя, 2020. — 444 с. — ISBN 978-5-00165-166-6.
- Аглаида Лой. Стрёкот цикад. — СПб : Алетейя, 2022. — 388 с. — ISBN 978-5-00165-526-8.
- Аглаида Лой. Фарисей. — СПб : Алетейя, 2023. — 264 с. — ISBN 978-5-00165-651-7.
- Аглаида Лой. На закат. — Новосибирск : РИЦ "Новосибирск", 2024. — 256 с. — ISBN 978-5-7620-1342-0.
- Аглаида Лой. Трактат о домовых. — СПб : Алетейя, 2024. — 262 с. — ISBN 978-5-00165-813-9.

### Основные публикации (журналы, альманахи, коллективные сборники)
| Произведения                                                                          | Издание                                                         |
| ------------------------------------------------------------------------------------- | --------------------------------------------------------------- |
| Дневник Леночки Сосновской. Повесть.                                                  | «Сибирские огни», 1978, № 8                                     |
| Город и Художник. Роман-мечта.                                                        | «Сибирские огни», 1984, № 9-10                                  |
| «Инка». Повесть.                                                                      | Сборник «Дебют», Новосибирское книжное издательство, 1986       |
| Легко ли быть молодым литератором? Очерк.                                             | Газета «Молодость Сибири», 5.03.1988                            |
| Кажется, правда проста... Очерк.                                                      | Газета «Советская Сибирь», 5.01.1989                            |
| Время - герой и соавтор. Очерк.                                                       | Газета «Советская Сибирь», 16.02.1989                           |
| Отрывок из романа "Фарисей".                                                          | Газета «Ведомости», 20-26.06.1992                               |
| История Дионисия – мотылька с голубыми крылышками. Сказка.                            | Газета «Сказка», 1995, № 2                                      |
| Ирена – чёрная кошка. Повесть.                                                        | Газета «Сказка», 1995, №№ 2 – 14                                |
| Сказка о похищенном сердце.                                                           | Газета «Сказка», 1995, № 17                                     |
| Зов олли. Рассказ.                                                                    | Газета «Ведомости», 30.05.1997                                  |
| «Быть над временем — особый дар». Беседа с Нелли Закусиной.                           | Газета «Слово Сибири», 1997, № 8                                |
| «Жизнь хороша, потому что это жизнь!» Беседа с Александром Метелицей.                 | Газета «Слово Сибири», 1997, № 8                                |
| «Литературе — быть!» Очерк.                                                           | Газета «Слово Сибири», 1997, № 9                                |
| «Очарованный Россией». Беседа с Владимиром Юговым.                                    | Газета «Слово Сибири», 1997, № 10                               |
| «Слышать музыку сфер...» Беседа с Нелли Закусиной.                                    | Газета «Слово Сибири», 1997, № 14                               |
| «Вся жизнь — лишь миг, который вижу». Очерк.                                          | Газета «Слово Сибири», 1997, № 15                               |
| Негромкие телефонные звонки. Рассказ.                                                 | Газета «Советская Сибирь», 1997, № 251                          |
| Студенческие байки. Рассказы.                                                         | Газета «Советская Сибирь», 1998, № 78                           |
| «Ребёнку у нас хорошо».                                                               | «Любимый город», 1999, № 2                                      |
| «Судьба, связанная с НЖК». Очерк.                                                     | «Любимый город», 1999, № 2                                      |
| Американские зарисовки.                                                               | Газета «Метро», май 1999, № 17                                  |
| Призрачный возлюбленный. Повесть.                                                     | «Сибирские огни», 1999, № 3                                     |
| Сентиментальная сюита. Повесть.                                                       | «Новосибирск», 2001, № 1                                        |
| «Культура жива — и жить будет». Беседа с Владимиром Миллером                          | «Новосибирск», 2001, № 2                                        |
| «Необъятное в одних объятьях…». Очерк.                                                | Газета «Советская Сибирь», август 2002                          |
| Фарисей. Роман.                                                                       | «Новосибирск», 2003, № 1                                        |
| «...Истинная свобода — среди звезд...». Очерк.                                        | «Новосибирск», 2003, № 2                                        |
| Илья Фоняков ходил за талантами в глушь на лыжах.                                     | Газета «Молодость Сибири», 2003, № 25                           |
| Роман с упырём. Очерк.                                                                | Газета «Молодость Сибири», 2003, № 30                           |
| Сентиментальная сюита. Повесть.                                                       | Газета «Транссиб», 2004                                         |
| Трактат о домовых. Рассказ.                                                           | Сборник «Письма в будущее», РИЦ «Новосибирск», 2005             |
| Ностальгия/Месяц "кошкопада"/Клятва. Рассказы.                                        | «Новосибирск», 2007, № 1                                        |
| Про царскую охоту в Гатчине. Очерк.                                                   | Газета "Гатчина-инфо", 19.04.2007                               |
| Отрывки из романа «Драйв».                                                            | Сборник «Назад к природе», РИЦ «Новосибирск», 2007              |
| Царская охота. Очерк.                                                                 | Газета «Зоопрайс», 2007, № 3                                    |
| Царская охота похожа на театр. Очерк.                                                 | «Гатчинский журнал», 2007, № 15                                 |
| Горы в голубой дымке/На закат/Танец маленьких лебедей. Рассказы.                      | Сборник «Зона экстрима», РИЦ «Новосибирск», 2009                |
| Отрывок из романа «Драйв».                                                            | Газета «Литературный Петербург», 2009, № 8                      |
| Сказка о похищенном сердце/История Дионисия – мотылька с голубыми крылышками! Сказки. | Сборник «Сказки сибирских писателей-2», РИЦ «Новосибирск», 2010 |
| Смотри.ru. Рассказ.                                                                   | Сборник «Вкус коньяка», РИЦ «Новосибирск», 2011                 |
| Бессонница/Танец маленьких лебедей. Рассказы.                                         | «Второй Петербург» №12, 2011                                    |
| Суперигра. Рассказ.                                                                   | «Второй Петербург» №13, 2012                                    |
| Скучно. Рассказ.                                                                      | «Парадный подъезд» №51, 2012                                    |
| Животное. Рассказ.                                                                    | «Гатчинский журнал» №37, 2013                                   |
| Дервиш. Рассказы.                                                                     | Сборник «В ожидании конца света», РИЦ «Новосибирск», 2013       |
| Танец маленьких лебедей/Чёрный паук. Рассказы.                                        | Сборник «Свой выбор», РИЦ «Новосибирск», 2013                   |
| Животное. Рассказ.                                                                    | «Новосибирск», 2015, № 2                                        |
| Девочка перед зеркалом. Миниатюра.                                                    | «Новосибирск», 2016, № 1                                        |

### Работа в авторских коллективах
- В.Афанасьев, А.Лой, В.Скворцов и др. Левобережье Новосибирска. Страницы истории.. — Новосибирск : Сибирская Горница, 1999. — 3000 экз.

- А.Лой, И.Фёдорова, Г.Ширковец и др. Вектор созидания. История становления и развития НИНХа-НГАЭиУ. — Новосибирск, 2002. — 1000 экз. — ISBN 5-900152-05-7.